# Raión de Kamyshin
El raión de Kamyshin (ruso: Камы́шинский райо́н) es un distrito administrativo y municipal (raión) ruso perteneciente a la óblast de Volgogrado. Se ubica en el norte de la óblast. Su sede administrativa es la ciudad de Kamyshin, que no forma parte del raión al estar constituida como un ókrug urbano aparte.
En 2021, el raión tenía una población de 41 030 habitantes. Su localidad más poblada, y única urbana de su territorio, es la ciudad de Petrov Val.
El raión es limítrofe al norte con la óblast de Sarátov, mientras que al este se extiende sobre la costa occidental del embalse de Volgogrado del río Volga. La ciudad de Kamyshin se ubica en el centro-sur de dicho tramo de costa, partiendo en dos la ribera perteneciente al raión. El tramo de costa ubicado al norte de Kamyshin está ocupado por un parque natural; debido a ello, gran parte de la zona urbanizada del raión se ha desarrollado apartada del embalse, en torno al río Ilovliá, que recorre la mitad occidental del raión de norte a sur y en paralelo al Volga.
La mayor parte de la mitad septentrional del raión estuvo habitada históricamente por los alemanes del Volga, que se asentaron aquí en la década de 1760 por invitación de Catalina II. Gran parte de esa mitad norte formó parte de la RASS de los Alemanes del Volga hasta 1941, cuando los habitantes locales fueron expulsados a campos de concentración de Siberia por orden de Stalin y reemplazados por nuevos pobladores étnicamente rusos.

## Subdivisiones
Comprende la ciudad de Petrov Val y 47 localidades rurales. De estas últimas, una es pedanía del ayuntamiento urbano de Petrov Val y las otras 46 se agrupan en los siguientes 18 asentamientos rurales:
- Antípovka
- Belogorki (con capital en Goselekstántsiya)
- Vérjniaya Dóbrinka
- Vodnobuyeráchnoye
- Gusiolka
- Kostarevo
- Lebiazhye
- Michúrinski
- Nízhniaya Dóbrinka
- Petrúnino
- Salomátino
- Semiónovka
- "Séstrenskoye" (con capital en Vijliántsevo)
- Talovka
- Ternovka
- Umiot
- Ust-Griaznuja
- Chujonastovka